# 铌酸钾
铌酸钾 (KNbO3) 是一种无机化合物，化学式 KNbO3。  它是一种无色固体。它被分类为钙钛矿结构的铁电材料。它具有非线性光学特性，并且是某些激光器的组成部分。  铌酸钾的纳米线已用于产生可调谐的相干光。 铌酸钾的 LD50 是 3000 mg/kg （大鼠，口服）。

## 晶体结构
在高温下冷却后， KNbO3 会经历一系列的结构相变。 在 435 °C，下铌酸钾的结构从立方晶系 (Pm3m) 变成四方晶系 (P4mm)。 进一步冷却后，在225°C时，铌酸钾晶体结构从四方（P4mm）变为正交晶系（Amm2）。在-50°C时，晶体结构从正交晶系（Amm2）变为六方晶系（R3m）。

## 在研究中使用
人们已发现铌酸钾可用于材料科学研究的许多不同领域，  包括研究激光的属性，  量子隐形传态和研究颗粒复合材料的光学性质。 
除了用于电子存储器之外，  在IBM研究院开发的二次谐波产生技术中就使用了铌酸钾。  此技术允许小型红外激光器将输出的光转换为蓝光，这是生产蓝光激光器及其相关技术的关键技术。